# Tamaroa
Tamaroa is een plaats (village) in de Amerikaanse staat Illinois, en valt bestuurlijk gezien onder Perry County.

## Demografie
Bij de volkstelling in 2000 werd het aantal inwoners vastgesteld op 740. In 2006 is het aantal inwoners door het United States Census Bureau geschat op 734, een daling van 6 (-0,8%).

## Geografie
Volgens het United States Census Bureau beslaat de plaats een oppervlakte van 2,5 km², geheel bestaande uit land. Tamaroa ligt op ongeveer 155 m boven zeeniveau.

## Plaatsen in de nabije omgeving
De onderstaande figuur toont nabijgelegen plaatsen in een straal van 16 km rond Tamaroa.